# Варна (культура)

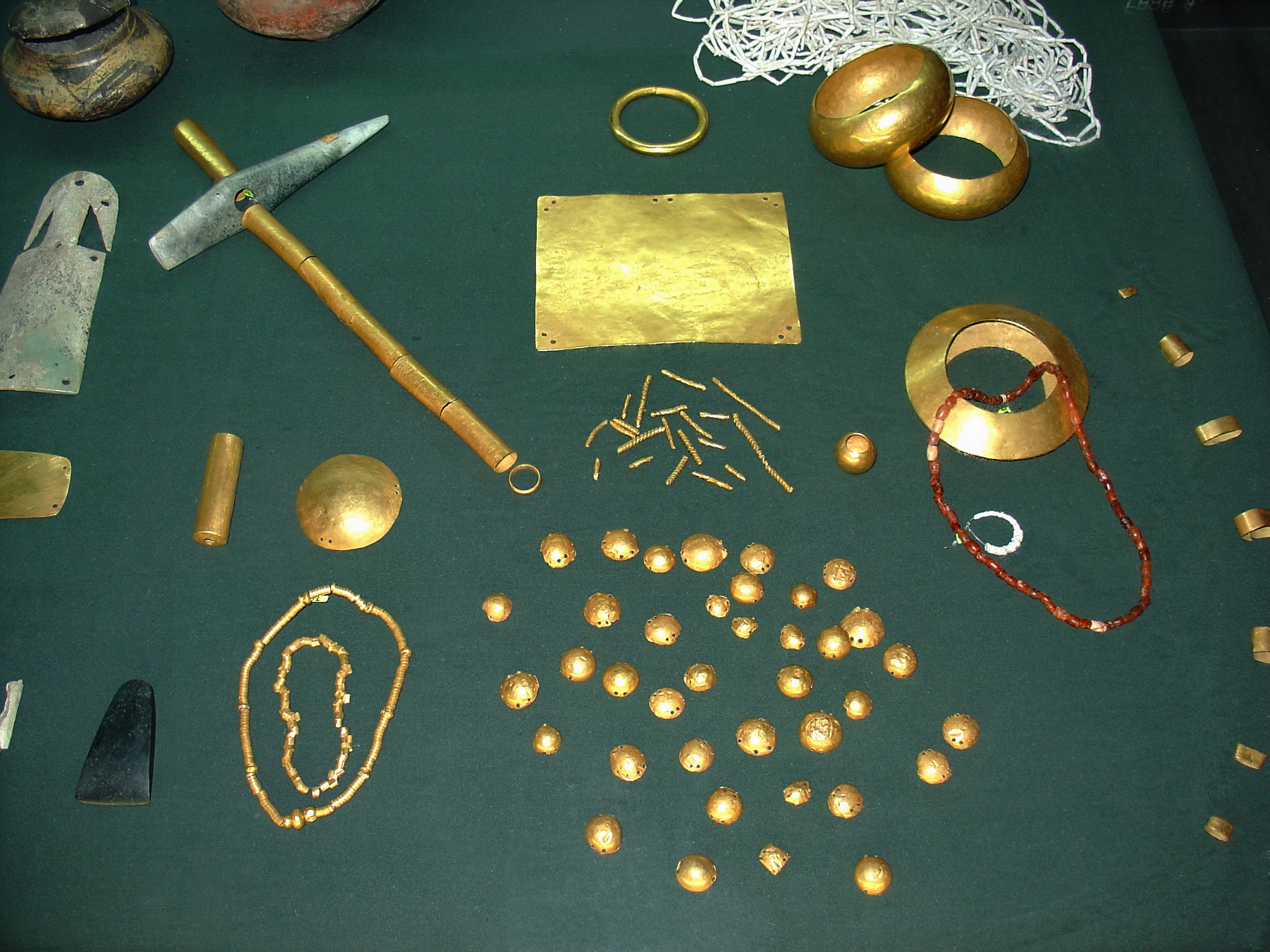
Предметы из Варненского могильника

Культура Варна — археологическая культура позднего энеолита на севере Болгарии. Условно датируется периодом 4650—3850 гг. до н. э. методом калибровки, что соответствует современной ей культуре Коджадермен-Гумельница-Караново VI на юге и рассматривается как её локальный вариант.
Характерными признаками данной культуры являются полихромная керамика и богатые кладбища, из которых наиболее известными являются Варненский некрополь, от которого происходит название культуры, и комплекс Дуранкулак, где находится крупнейшее доисторическое кладбище на юго-востоке Европы (1200 могил), вместе с прилегающим неолитическим поселением того же времени, а также ряд плохо изученных поселений эпохи халколита.
Среди погребальных даров — браслеты из раковин Spondylus, сердоликовые бусы, золотые бусы и подвески, а также режущие инструменты из белого балканского кремня.
К культуре Варна относится заключительный период существования (4500—4200 гг. до н. ) одного из первых городских поселений в Европе — раскапываемого с 2005 г. городища Провадия-Солницата. Данное поселение представляло собой крупный центр производства поваренной соли; на нём обнаружены остатки двухэтажных домов, культовых сооружений и мощных стен, использовавшихся для защиты запасов соли от посягательств врагов.
Упадок культуры Варна неожиданно произошёл около 3850 г. до н. э. Болгарский археолог Хенриета Тодорова связывает это с резким климатическим изменением.
У представителей культуры Варна определены Y-хромосомные гаплогруппы R1, CT, G2, G2a2b2b.